# الهی (نیشابور)
الهی (نیشابور)، روستایی از توابع بخش مرکزی شهرستان نیشابور در استان خراسان رضوی ایران است.

## جمعیت
این روستا در دهستان مازول قرار دارد و براساس سرشماری مرکز آمار ایران در سال ۱۳۸۵، جمعیت آن زیر سه خانوار بوده‌است.